# Danh sách đơn vị hành chính Thượng Hải
Thành phố Thượng Hải, Trung Quốc được chia ra thành các đơn vị hành chính sau:
- 19 đơn vị cấp huyện
  - 9 khu (quận) nội thành
  - 4 khu (quận) ven nội thành
  - 5 khu (quận) ngoại thành
  - 1 huyện
- 220 đơn vị cấp hương
  - 114 trấn/ thị trấn
  - 3 hương/ xã
  - 103 nhai đạo

Ở cấp dưới (không phải đơn vị hành chính) được chia thành 3393 khu dân cư và 2037 ủy hội thôn.
Tất cả các đơn vị hành chính này được giải thích chi tiết trong bài phân cấp hành chính Trung Quốc. Danh sách sau chỉ liệt kê các đơn vị hành chính cấp huyện của Thượng Hải.
| Quận, huyện        | Quận, huyện | Diện tích (km²)                                     | Dân số (thống kê 2000)                                                        |
| ------------------ | --- | --------------------------------------------------- | ----------------------------------------------------------------------------- |
| • Quận nội thành   | Hoàng Phố (黄浦区) Lô/Lư Loan (卢湾区) Từ Hối (徐汇区) Trường Ninh (长宁区) Tĩnh An (静安区) Phổ Đà (普陀区) Áp Bắc (闸北区) Hồng Khẩu (虹口区) Dương Phố (杨浦区) | 12,41 8,02 54,76 38,30 7,62 54,83 29,26 23,48 60,73 | 574.500 328.900 1.064.600 702.200 305.400 1.051.700 798.600 860.700 1.234.800 |
| • Quận ven nội     | khu mới Phố Đông (浦东新区) Bảo Sơn (宝山区) Mẫn Hàng (闵行区) Gia Định (嘉定区)                                                                                   | 522,75 415,27 371,68 458,80                         | 2.402.300 1.228.000 1.217.300 753.100                                         |
| • Quận ngoại thành | Kim Sơn (金山区) Tùng Giang (松江区) Thanh Phố (青浦区) Phụng Hiền (奉贤区) Nam Hối (南汇区)                                                                       | 586,05 604,71 675,54 687,39 687,66                  | 580.400 641.100 595.900 624.300 785.100                                       |
| • Huyện            | Sùng Minh (崇明县) | 1.041,21                                            | 649.800                                                                       |